# Gare de Chamelet
Gare de Chamelet vasútállomás Franciaországban, Chamelet településen.

## Vasútvonalak
Az állomást az alábbi vasútvonalak érintik:
- Paray-le-Monial-Givors-Canal-vasútvonal

## Kapcsolódó állomások
A vasútállomáshoz az alábbi állomások vannak a legközelebb:
- Gare de Lamure-sur-Azergues
- Gare du Bois-d'Oingt - Légny